# Bellegra
Bellegra är en ort och kommun i storstadsregionen Rom, innan 2015 provinsen Rom, i regionen Lazio i Italien. Kommunen hade 2 818 invånare (2018).